# 藤原嗣宗
藤原 嗣宗（ふじわら の つぐむね）は、平安時代初期の貴族。藤原北家、大納言・藤原真楯の曽孫。肥後守・藤原永貞の長男。官位は従四位上・左中弁。

## 経歴
若くして大学で学び、これにより官界に入る。天長元年（824年）従五位下・宮内少輔に叙任されると、淳和朝では中務少輔・散位頭・民部少輔・少納言と京官を歴任し、天長10年（833年）従五位上に叙せられる。
仁明朝に入ると、寒暑を厭わず昼夜公務に励む嗣宗の忠勤ぶりが天皇の知るところとなり、嗣宗は天皇の側近として寵遇を受け、承和5年（838年）正五位下・兵部大輔、翌承和6年（839年）右中弁次いで左中弁、承和7年（840年）従四位下と順調に昇進した。同年越前守に転任する。承和13年（846年）越前守の任期を終えると再度右中弁に任ぜられ、左中弁を経て承和15年（848年）には従四位上・蔵人頭に叙任された。
嘉祥2年（849年）11月29日卒去。享年62。最終官位は左中弁従四位上。

## 逸話
嗣宗は以下2つの栄誉を肝に銘じて決して忘れず、嗣宗は「至忠を感じて、天が高く引き上げないような事は決してない」という事を口癖としていたという。
- 承和5年（838年）正月に仁明天皇が豊楽院へ出御するために紫宸殿南階で輿に乗ろうとしていたところ、少納言であった嗣宗は鈴奏[3]を行い伺候するために庭に走り立っていた。天皇は輿をそこで止め嗣宗に正五位下の位記を書くように命じた。供奉していた諸司はそれが誰宛のものかわからず訝しんでいたところ、その位記は嗣宗自身に渡され、嗣宗は感激の余り不覚にも涙を流したという。

- 越前守の任期を終えて帰京した際、官吏としての出仕はもう終わりなので田舎でゆっくり暮らそうと夫婦で語らったところ、傍にいた人がこれを聞いて叱声を発したために、嗣宗は驚いて改めて自負の心を持った。まもなく、嗣宗は再び右中弁に任ぜられ、後に従四位上に昇進し、蔵人頭・左中弁という要職に任ぜられた。

## 官歴
『六国史』による。
- 時期不詳：正六位上
- 天長元年（824年） 正月7日：従五位下。日付不詳：宮内少輔
- 天長2年（825年） 8月：中務少輔
- 天長4年（827年） 日付不詳：散位頭。8月：民部少輔。10月：少納言
- 天長10年（833年） 正月7日：従五位上
- 承和5年（838年） 正月7日：正五位下。11月20日：兼兵部大輔、少納言如元
- 承和6年（839年） 正月11日：右中弁。10月25日：左中弁
- 承和7年（840年） 5月8日：装束司（淳和上皇崩御）。8月22日：従四位下、越前守
- 承和13年（846年） 9月14日：右中弁
- 承和14年（847年） 正月12日：左中弁
- 承和15年（848年） 正月7日：従四位上。2月：蔵人頭[1]
- 嘉祥2年（849年） 11月29日：卒去（左中弁従四位上）

## 系譜
『尊卑分脈』による。
- 父：藤原永貞
- 母：伊氏の娘
- 妻：藤原弟貞の娘
  - 男子：藤原忠直
  - 男子：藤原敏直